# خبر شبه حقيقي
لقد كرس خبير اللغة ويليام سفير في عموده On Language «حول اللغة» استخدام المصطلح خبر شبه حقيقي للتعبير عن «سر قليل الغموض».
والمصطلح خبر شبه حقيقي ممكن أن يكون بديلاً عن المصطلح خبر ملفق. والخبر الملفق هو عبارة عن عبارة مشكوك فيها أو زائفة — غير مؤكدة، أو غير صحيحة، أو ملفقة - تقدم على أنها حقيقة ولكن بدون دقة. وقد يستخدم المصطلح خبر ملفق أحيانًا ليعني قطعة صغيرة من المعلومات الحقيقية ولكنها بلا قيمة أو تافهة، على العكس من التعريف الأصلي. ونتيجة لهذا الالتباس في معنى الخبر الملفق، توصي بعض أدلة أساليب واستخدامات اللغة الإنجليزية بعدم استخدام هذا المصطلح.

## الحواشي
1. ↑  William Safire, "On Language; Only the Factoids," New York Times, Sunday, 5 December 1993.
2. ↑  Brians, Paul (2003). Common Errors in English Usage. William James & Company. ISBN:1-887902-89-9. مؤرشف من الأصل في 2021-03-12.